# NightMoves Award
NightMoves Award — ежегодная кинонаграда, присуждаемая журналом NightMoves деятелям порноиндустрии за вклад в создание порнофильмов. Главный офис журнала находится в Олдсмаре, Флорида; журнал был впервые опубликован в 1987 году и первоначально носил название Sports South. Награду начали вручать с 1993 года и первоначально она называлась Central Florida Adult Entertainment Awards. Это третья старейшая действующая американская награда в области порноиндустрии после AVN Awards и XRCO Award. Она также отмечает начало сезона наград порноиндустрии. Помимо шоу национальных наград, награды также присуждаются предприятиям секс-индустрии и стриптизёршам в области залива Тампа. Каждая национальная награда присуждается в двух категориях: одна по результатам голосования поклонников, а вторая  — от редакции журнала NightMoves. Онлайн-бюллетень для голосования по наградам от поклонников доступен примерно три месяца каждый год. Лауреаты наград «Выбор редакции» выбираются на основе обзоров фильмов.
Церемонии награждений были проведены на нескольких различных площадках в области залива Тампа, включая Club XS в центре города Тампа в 1999 году, Stormin’s Palace в Клируотере в 2000, 2001, и 2004 годах; Pinellas Expo Center в Пинеллас-Парке в 2002 году, клубы «Twilight» в Тампе в 2003 году, Bricktown 54 в Клируотере в 2005, 2006, и 2007 годах; Dallas Bull в Тампе в 2008, 2009, 2010, 2011, и 2012 годах; и Tampa Gold Club в 2013, 2014, и 2015 годах. Порноактёр Рон Джереми до октября 2014 года постоянно принимал участие в каждом шоу.
В 2006 году была добавлена новая категория под названием «Награда за тройную роль». Данная награда, которая также известна как Anna Award, была создана в честь покойной порноактрисы Анны Малле. Лауреатами данной награды признаются деятели за их превосходство, по крайней мере, в трёх различных областях индустрии развлечений для взрослых, таких как исполнение актёрской роли, режиссура и стриптиз. Первой награждённой данной наградой стала Сторми Дэниелс. В 2007 году NightMoves добавил на церемонии награждения свой Зал славы. В этом же году также были добавлены ещё две категории: «Лучший лесбийский фильм» и «Лучший комедийный или пародийный фильм». В 2012 году в шоу были добавлены следующие категории: «Социальная медиазвезда», «Лучший индивидуальный сайт», «Лучшая многопользовательская сеть», «Лучшая пародия — комедийный фильм», «Лучшая пародия — драматический фильм», «Лучшая пародия — супергеройский фильм», «Лучшая грудь», «Лучшая задница», «Лучшее тело», «Лучшая латиноамериканская исполнительница», «Лучший транссексуальный исполнитель» и «Лучший транссексуальный фильм».

## Список категорий
| Название                                                    | Перевод                                          |
| Национальные награды                                        | Национальные награды                             |
| ----------------------------------------------------------- | ------------------------------------------------ |
| Best Actor                                                  | Лучший актёр                                     |
| Best Actress                                                | Лучшая актриса                                   |
| Best Adult Film Star Feature Dancer                         | Лучшая порноактриса-стриптизёрша                 |
| Best Adult Internet Site                                    | Лучший порносайт                                 |
| Best Adult Toy Pleasure Product of the Year                 | Лучшая секс-игрушка                              |
| Best All Girl Release                                       | Лучший лесбийский фильм                          |
| Best All Sex/Gonzo Release                                  | Лучший только секс/гонзо-фильм                   |
| Best Anal Release                                           | Лучший анальный фильм                            |
| Best BBW Performer                                          | Лучшая BBW-исполнительница                       |
| Best BBW Release                                            | Лучший BBW-фильм                                 |
| Best Body                                                   | Лучшее тело                                      |
| Best Boobs                                                  | Лучшая грудь                                     |
| Best Butt                                                   | Лучшая задница                                   |
| Best Compilation Release                                    | Лучший фильм-сборник                             |
| Best Cougar/MILF Release                                    | Лучший «хищница»/MILF-фильм                      |
| Best Director                                               | Лучший режиссёр                                  |
| Best Director — Feature                                     | Лучший режиссёр — полнометражный фильм           |
| Best Director — Non-Feature                                 | Лучший режиссёр — короткометражный фильм         |
| Best Director – Non-Parody                                  | Лучший режиссёр — непародийный фильм             |
| Best Director — Parody                                      | Лучший режиссёр — пародийный фильм               |
| Best DVD                                                    | Лучшее DVD                                       |
| Best Ethnic Performer                                       | Лучший этнический исполнитель                    |
| Best Family Roleplay Release                                | Лучший семейно-ролевой фильм                     |
| Best Feature Production                                     | Лучший полнометражный фильм                      |
| Best Non-Feature Production                                 | Лучший выпуск с короткометражными фильмами       |
| Best Feature Showgirl                                       | Лучшая танцовщица                                |
| Best Female Performer                                       | Лучшая исполнительница                           |
| Best Fetish/Specialty Release                               | Лучший фетиш/специализированный фильм            |
| Best Individual Website Adult Performer Website of The Year | Лучший личный веб-сайт                           |
| Best Ink                                                    | Лучшая татуировка                                |
| Best Interracial/Ethnic Series                              | Лучший межрасовый/этнический сериал              |
| Best Latina Performer                                       | Лучшая латиноамериканская исполнительница        |
| Best Male Performer                                         | Лучший исполнитель                               |
| Best MILF Performer                                         | Лучшая MILF-исполнительница                      |
| Best New Director                                           | Лучший новый режиссёр                            |
| Best New Production Company                                 | Лучшая новая производственная компания           |
| Best New Starlet                                            | Лучшая новая старлетка                           |
| Best Series Best Ongoing Series                             | Лучший сериал Лучший продолжающийся сериал       |
| Best Parody (Comedy)                                        | Лучшая пародия (комедия)                         |
| Best Parody (Drama)                                         | Лучшая пародия (драма)                           |
| Best Parody Release                                         | Лучший пародийный фильм                          |
| Best Parody (Superhero)                                     | Лучшая пародия (супергеройский фильм)            |
| Best Production Company                                     | Лучшая производственная компания                 |
| Best Star Showcase                                          | Лучший фильм-шоу со звездой                      |
| Best Transsexual Performer                                  | Лучший транссексуальный исполнитель              |
| Best Transsexual Release                                    | Лучший транссексуальный фильм                    |
| Best Unsung Female Performer                                | Лучшая/наиболее недооценённая исполнительница    |
| Best Video Packaging                                        | Лучшая обложка видео                             |
| Cam Website Company of The Year                             | Вебкам-компания года                             |
| First Choice Awards                                         | Награды за первый выбор                          |
| Lifetime Achievement Award                                  | Награда за прижизненное достижение               |
| Live Cam Model of The Year                                  | Вебкам-модель года                               |
| Miss Congeniality                                           | Мисс Конгениальность                             |
| NightMoves Hall of Fame                                     | Зал славы NightMoves                             |
| Pleasure Product Company of The Year                        | Компания-производитель секс-игрушек года         |
| Best Online Presence Social Media Star                      | Лучшее онлайн-присутствие Социальная медиазвезда |
| The Adella Award Behind The Scenes Award                    | Премия Аделла Награда за закулисную работу       |
| Triple Play Award                                           | Награда за тройную роль                          |
| Crossover Award                                             | Награда за переход                               |
| Награды для области залива Тампа                            |                                                  |
| Best Bartender                                              | Лучший бармен                                    |
| Best Clothing Selection                                     | Лучший подбор одежды                             |
| Best Club Outside Tampa Bay                                 | Лучший клуб за пределами залива Тампа            |
| Best DJ                                                     | Лучший диджей                                    |
| Best In-House Theater                                       | Лучший внутренний театр                          |
| Best New Club                                               | Лучший новый клуб                                |
| Best Nude Club                                              | Лучший ню-клуб                                   |
| Best Nude Dancer                                            | Лучшая обнажённая стриптизёрша                   |
| Best Topless/Bikini Club                                    | Лучший топлесс/бикини-клуб                       |
| Best Topless/Bikini Dancer                                  | Лучшая топлесс/бикини-стриптизёрша               |
| Best Video Store                                            | Лучший видеомагазин                              |
| Special Recognition: Best Food Award                        | Специальное признание: награда за лучшее питание |

## Список лауреатов национальных наград

### Актрисы

#### Лучшая актриса
| Год  | Выбор поклонников | Выбор редакции |
| ---- | ----------------- | -------------- |
| 1995 | Кайли Айрлэнд     | —              |
| 1996 | Дженна Джеймсон   | —              |
| 1997 | Дженна Джеймсон   | —              |
| 1998 | Серенити          | Мидори         |
| 1999 | Алиша Класс       | Джилл Келли    |
| 2000 | Серенити          | Джули Эштон    |
| 2001 | Тера Патрик       | Джули Медоуз   |
| 2002 | Джуэл Де’Найл     | Джессика Дрейк |
| 2003 | Девон             | Белладонна     |
| 2004 | Алексис Амор      | Сторми Дэниэлс |
| 2005 | Кармен Лувана     | Саванна Сэмсон |
| 2006 | Сторми Дэниэлс    | Джесси Джейн   |
| 2007 | Ева Анджелина     | Хиллари Скотт  |
| 2019 | Эви Лав           | Роми Рэйн      |
| 2020 | Анджела Уайт      | Мейтленд Уорд  |
| 2021 | Кензи Ривз        | Кензи Ривз     |
| 2022 | Кензи Тейлор      | Кензи Тейлор   |
| 2023 | Ана Фокс          | Ана Фокс       |
| 2024 | Кира Нуар         | Кира Нуар      |

#### Лучшая исполнительница
| Год  | Выбор поклонников | Выбор редакции   |
| ---- | ----------------- | ---------------- |
| 2008 | Бри Олсон         | Кейлени Леи      |
| 2009 | Бри Олсон         | Джессика Дрейк   |
| 2010 | Кайден Кросс      | Тиган Пресли     |
| 2011 | Алексис Тексас    | Шанель Престон   |
| 2012 | Джесси Джейн      | Лекси Белл       |
| 2013 | Шанель Престон    | Бритни Эмбер     |
| 2014 | Бонни Роттен      | Реми Лакруа      |
| 2015 | Анника Элбрайт    | Джиллиан Джансон |
| 2016 | Адриана Чечик     | Абелла Дейнджер  |
| 2017 | Адриана Чечик     | Ева Ловия        |
| 2018 | Сара Ванделла     | Бритни Эмбер     |
| 2019 | Адриана Чечик     | Кензи Тейлор     |
| 2020 | Адриана Чечик     | Эмили Уиллис     |
| 2021 | Адриана Чечик     | Бруклин Чейз     |
| 2022 | Блейк Блоссом     | Блейк Блоссом    |
| 2023 | Анджела Уайт      | Анджела Уайт     |
| 2024 | Черри Кисс        | Черри Кисс       |

#### Лучшая новая старлетка
| Год  | Выбор поклонников | Выбор редакции  |
| ---- | ----------------- | --------------- |
| 1995 | Дженна Джеймсон   | —               |
| 1996 | Мисси             | —               |
| 1997 | Ловетт            | —               |
| 1998 | Джессика Дарлин   | Алиша Класс     |
| 1999 | Клаудия Чейз      | Джуэл Де’Найл   |
| 2000 | Инари Вэш         | Тера Патрик     |
| 2001 | Бриана Бэнкс      | Райан Коннер    |
| 2002 | Ханна Харпер      | Калли Кокс      |
| 2003 | Кармен Лувана     | Джесси Джейн    |
| 2004 | Эви Скотт         | Кристал Стил    |
| 2005 | Кери Сэйбл        | Санни Лэйн      |
| 2006 | Дженна Пресли     | Тэрин Томас     |
| 2007 | Шэй Джордан       | Бри Олсон       |
| 2008 | Алексис Тексас    | Мокси Маддрон   |
| 2009 | Джейден Джеймс    | Анжелина Армани |
| 2010 | Рэйвен Алексис    | Шанель Престон  |
| 2011 | Абелла Андерсон   | Элли Хейз       |
| 2012 | Адриана Луна      | Райли Рид       |
| 2013 | Анника Элбрайт    | Рикки Сикс      |
| 2014 | Картер Круз       | Кейша Грей      |
| 2015 | Саммер Картер     | Морган Ли       |
| 2016 | Кензи Тейлор      | Адрия Рэй       |
| 2017 | Лана Роудс        | Софи Райан      |
| 2018 | Элла Нокс         | Эви Лав         |
| 2019 | Лэйси Леннон      | Виктория Вокс   |
| 2020 | Белла Ролланд     | Кит Мерсер      |
| 2021 | Скайлар Вокс      | Блейк Блоссом   |
| 2022 | Кензи Энн         | Кензи Энн       |
| 2023 | Николь Доши       | Николь Доши     |
| 2024 | Хейли Роуз        | Хейли Роуз      |

#### Лучшая порноактриса-стриптизёрша
| Год  | Выбор поклонников | Выбор редакции   |
| ---- | ----------------- | ---------------- |
| 2002 | Джина Линн        | —                |
| 2003 | Фелисия Фокс      | Тери Вайгель     |
| 2004 | Лори Алексия      | Девон Майклз     |
| 2005 | Тайлер Фэйт       | Лекси Ламур      |
| 2006 | Алексис Амор      | Вивиан Уэст      |
| 2007 | Сторми Дэниэлс    | Джина Линн       |
| 2008 | Санни Лейн        | Тиган Пресли     |
| 2009 | Тиган Пресли      | Дженна Хейз      |
| 2010 | Джесси Джейн      | Дэйзи Дюкс       |
| 2011 | Дженна Хейз       | Никки Бенц       |
| 2012 | Никки Бенц        | Prinzzess        |
| 2013 | Кристина Агучи    | Джиа Нова        |
| 2014 | Лекси Белл        | Райчел Райан     |
| 2015 | Никки Делано      | Райчел Райан     |
| 2016 | Джиллиан Джансон  | Райчел Райан     |
| 2017 | Адриана Чечик     | Анджела Соммерс  |
| 2018 | Адриана Чечик     | Никки Делано     |
| 2019 | Эльза Джин        | Джиллиан Джансон |

#### Лучшая MILF-исполнительница
| Год  | Выбор поклонников | Выбор редакции |
| ---- | ----------------- | -------------- |
| 2010 | Вики Ветте        | Таня Тейт      |
| 2011 | Франческа Ли      | Прия Рай       |
| 2012 | Лиза Энн          | Таня Тейт      |
| 2013 | Джулия Энн        | Брэнди Лав     |
| 2014 | Лиза Энн          | Таня Тейт      |
| 2015 | Кендра Ласт       | Ава Аддамс     |
| 2016 | Кендра Ласт       | Таня Тейт      |
| 2017 | Кендра Ласт       | Таня Тейт      |
| 2018 | Брэнди Лав        | Бриджит Би     |
| 2019 | Бриджит Би        | Брэнди Лав     |
| 2020 | Брэнди Лав        | Брэнди Лав     |
| 2021 | Алексис Фоукс     | Рэйчел Кавалли |
| 2022 | Рэйчел Старр      | Рэйчел Старр   |
| 2023 | Наташа Найс       | Наташа Найс    |
| 2024 | Пенни Барбер      | Пенни Барбер   |

#### Лучшая латиноамериканская исполнительница
| Год  | Выбор поклонников | Выбор редакции |
| ---- | ----------------- | -------------- |
| 2012 | Абелла Андерсон   | Никки Делано   |

#### Лучшая этническая исполнительница
| Год  | Выбор поклонников | Выбор редакции |
| ---- | ----------------- | -------------- |
| 2013 | Аса Акира         | Мисти Стоун    |

#### Лучшая BBW-исполнительница
| Год  | Выбор поклонников | Выбор редакции   |
| ---- | ----------------- | ---------------- |
| 2013 | Келли Сибари      | Джули Кэш        |
| 2014 | Келли Сибари      | Лекси Люкс       |
| 2015 | Эйприл Флорес     | Бекки Баттерфлай |
| 2016 | Бекки Баттерфлай  | Samantha 38G     |

#### Лучшая лесбийская исполнительница
| Год  | Выбор поклонников | Выбор редакции  |
| ---- | ----------------- | --------------- |
| 2018 | Шарлотта Стокли   | Дарси Дольче    |
| 2019 | Шарлотта Стокли   | Дженна Сатива   |
| 2020 | Шарлотта Стокли   | Шарлотта Стокли |
| 2021 | Кенна Джеймс      | Алекс Кол       |
| 2022 | Лорен Филлипс     | Лорен Филлипс   |
| 2023 | Аидра Фокс        | Аидра Фокс      |
| 2024 | Лорен Филлипс     | Лорен Филлипс   |

#### Наиболее недооценённая исполнительница
| Год  | Выбор поклонников | Выбор редакции |
| ---- | ----------------- | -------------- |
| 2017 | Диллион Харпер    | Адрия Рэй      |
| 2018 | Эльза Джин        | Лорен Филлипс  |
| 2019 | Джина Валентина   | Кензи Ривз     |

#### Лучшая грудь
| Год  | Выбор поклонников | Выбор редакции    |
| ---- | ----------------- | ----------------- |
| 2012 | Сара Джей         | Чарли Чейз        |
| 2013 | Келли Мэдисон     | Софи Ди           |
| 2014 | Вики Ветте        | Эллисон Мур       |
| 2015 | Бритни Эмбер      | Роми Рэйн         |
| 2016 | Кейша Грей        | Анджела Уайт      |
| 2017 | Анджела Уайт      | Огаст Эймс        |
| 2018 | Анджела Уайт      | Кэгни Линн Картер |
| 2019 | Карма Рекс        | Анджела Уайт      |

#### Лучшая задница
| Год  | Выбор поклонников | Выбор редакции   |
| ---- | ----------------- | ---------------- |
| 2012 | Алексис Тексас    | Аса Акира        |
| 2013 | Джесси Роджерс    | Никки Делано     |
| 2014 | Мэдди О’Райли     | Никки Делано     |
| 2015 | Алексис Тексас    | Эй Джей Эпплгейт |
| 2016 | Меган Рэйн        | Никки Делано     |
| 2017 | Никки Делано      | Абелла Дейнджер  |
| 2018 | Айви Лебелль      | Абелла Дейнджер  |
| 2019 | Абелла Дейнджер   | Луна Стар        |

#### Лучшее тело
| Год  | Выбор поклонников | Выбор редакции   |
| ---- | ----------------- | ---------------- |
| 2012 | Райли Стил        | Шанель Престон   |
| 2013 | Райли Стил        | Лекси Белл       |
| 2014 | Райли Стил        | Аса Акира        |
| 2015 | Райли Стил        | Адриана Чечик    |
| 2016 | Райли Стил        | Джесса Роудс     |
| 2017 | Райли Стил        | Джиллиан Джансон |
| 2018 | Лана Роудс        | Ариана Мари      |
| 2019 | Райли Стил        | Алексис Фоукс    |

#### Лучшая татуировка
| Год  | Выбор поклонников | Выбор редакции  |
| ---- | ----------------- | --------------- |
| 2013 | Бонни Роттен      | Джоанна Энджел  |
| 2014 | Роми Рэйн         | Бонни Роттен    |
| 2015 | Бонни Роттен      | Клейо Валентьен |
| 2018 | Карма Рекс        | Роми Рэйн       |

#### Мисс Конгениальность
| Год  | Лауреат           |
| ---- | ----------------- |
| 2001 | Анна Д. Каанс     |
| 2004 | Оливия О’Лавли    |
| 2005 | Майя Дивайн       |
| 2006 | Санни Лейн        |
| 2010 | Никки Хантер      |
| 2012 | Бонни Роттен      |
| 2013 | Даника Диллан     |
| 2014 | Айден Эшли        |
| 2014 | Диллион Харпер    |
| 2015 | Кендра Сандерленд |
| 2016 | Лорен Филлипс     |
| 2017 | Лекси Луна        |
| 2018 | Делла Дейн        |
| 2020 | Хизер Хевен       |
| 2021 | Мисс Паркер       |
| 2022 | Клейо Валентьен   |
| 2023 | Дора Кола         |
| 2024 | Стефани Лав       |

#### Социальная медиазвезда
| Год  | Выбор поклонников | Выбор редакции |
| ---- | ----------------- | -------------- |
| 2011 | Вики Ветте        | Бри Олсон      |
| 2012 | Вики Ветте        | Тори Блэк      |
| 2013 | Бонни Роттен      | Лиза Энн       |
| 2016 | Кендра Сандерленд | Лелу Лав       |
| 2018 | Николетт Ши       | Тори Блэк      |
| 2019 | Райли Рид         | Лорен Филлипс  |

#### Вебкам-модель года
| Год  | Выбор поклонников | Выбор редакции |
| ---- | ----------------- | -------------- |
| 2017 | Кисса Синс        | Дженни Блай    |

### Актёры

#### Лучший актёр
| Год  | Выбор поклонников | Выбор редакции   |
| ---- | ----------------- | ---------------- |
| 1995 | Стивен Сент-Круа  | —                |
| 1996 | Майк Хорнер       | —                |
| 1997 | Рокко Сиффреди    | —                |
| 1998 | Майк Хорнер       | Питер Норт       |
| 1999 | Питер Норт        | Рэнди Спирс      |
| 2000 | Сеймор Баттс      |                  |
| 2001 | Эван Стоун        | Диллон Дэй       |
| 2002 | Шон Майклс        | Рэнди Спирс      |
| 2003 | Барретт Блэйд     | Ник Мэннинг      |
| 2004 | Лексингтон Стил   | Стивен Сент-Круа |
| 2005 | Рэнди Спирс       | Эрик Мастерсон   |
| 2006 | Эван Стоун        | Мануэль Феррара  |
| 2007 | Барретт Блэйд     | Маркус Лондон    |
| 2019 | Сет Гэмбл         | Томми Пистол     |
| 2020 | Сет Гэмбл         | Сет Гэмбл        |
| 2021 | Томми Пистол      | Томми Пистол     |
| 2022 | Сет Гэмбл         | Сет Гэмбл        |
| 2023 | Томми Пистол      | Томми Пистол     |
| 2024 | Мик Блу           | Мик Блу          |

#### Лучший исполнитель
| Год  | Выбор поклонников | Выбор редакции   |
| ---- | ----------------- | ---------------- |
| 2008 | Томми Ганн        | Эван Стоун       |
| 2009 | Деррик Пирс       | Эван Стоун       |
| 2010 | Эван Стоун        | Джеймс Дин       |
| 2011 | Эван Стоун        | Томми Ганн       |
| 2012 | Джеймс Дин        | Брэндон Миллер   |
| 2013 | Мануэль Феррара   | Эрик Эверхард    |
| 2014 | Эрик Эверхард     | Джеймс Дин       |
| 2015 | Райан Дриллер     | Стивен Сент-Круа |
| 2016 | Сет Гэмбл         | Мануэль Феррара  |
| 2017 | Ксандер Корвус    | Мик Блу          |
| 2018 | Маркус Дюпри      | Ксандер Корвус   |
| 2019 | Чарльз Дера       | Рамон Номар      |
| 2020 | Мануэль Феррара   | Мануэль Феррара  |
| 2021 | Мануэль Феррара   | Мануэль Феррара  |
| 2022 | Мануэль Феррара   | Мануэль Феррара  |
| 2023 | Айзея Максвелл    | Айзея Максвелл   |
| 2024 | Айзея Максвелл    | Айзея Максвелл   |

### Режиссёры

#### Лучший режиссёр
| Год  | Выбор поклонников | Выбор редакции |
| ---- | ----------------- | -------------- |
| 2002 | Брэд Армстронг    | —              |
| 2003 | Шон Майклс        | Хлоя           |
| 2004 | Джастин Стерлинг  | Пэт Майн       |
| 2005 | Джон Стальяно     | Майкл Нинн     |
| 2006 | Джулс Джордан     | Джеймс Авалон  |
| 2007 | Робби Ди          | Эли Кросс      |
| 2008 | Сторми Дэниэлс    | Джулс Джордан  |
| 2009 | Джулс Джордан     | Сторми Дэниэлс |
| 2010 | Джулс Джордан     | Аксель Браун   |
| 2011 | Аксель Браун      | Джоанна Энджел |

#### Лучший режиссёр — полнометражный фильм
| Год  | Выбор поклонников | Выбор редакции    |
| ---- | ----------------- | ----------------- |
| 2014 | Брэд Армстронг    | Джеки Сент-Джеймс |
| 2015 | Эли Кросс         | Брэд Армстронг    |
| 2016 | Сторми Дэниэлс    | Кей Брандт        |
| 2017 | Брэд Армстронг    | Джеки Сент-Джеймс |
| 2018 | Кей Брандт        | Уилл Райдер       |
| 2019 | Аксель Браун      | Кайден Кросс      |
| 2020 | Кайден Кросс      | Кайден Кросс      |
| 2021 | Кайден Кросс      | Аксель Браун      |
| 2022 | Кайден Кросс      | Кайден Кросс      |
| 2023 | Сет Гэмбл         | Сет Гэмбл         |
| 2024 | Рики Гринвуд      | Рики Гринвуд      |

#### Лучший режиссёр — короткометражный фильм
| Год  | Выбор поклонников | Выбор редакции |
| ---- | ----------------- | -------------- |
| 2014 | Мануэль Феррара   | Мэйсон         |
| 2015 | Джулс Джордан     | Рокко Сиффреди |
| 2016 | Мэйсон            | Грег Лански    |
| 2017 | Джулс Джордан     | Аксель Браун   |
| 2018 | Аксель Браун      | Грег Лански    |
| 2019 | Джонни Даркко     | Джоанна Энджел |
| 2020 | Джулс Джордан     | Джулс Джордан  |
| 2021 | Джулс Джордан     | Джулс Джордан  |
| 2022 | Джонни Даркко     | Джонни Даркко  |
| 2023 | Кайден Кросс      | Кайден Кросс   |
| 2024 | Кайден Кросс      | Кайден Кросс   |

#### Лучший режиссёр — непародийный фильм
| Год  | Выбор поклонников | Выбор редакции |
| ---- | ----------------- | -------------- |
| 2012 | Белладонна        | Сторми Дэниэлс |
| 2013 | Брэд Армстронг    | Дана Весполи   |

#### Лучший режиссёр — пародийный фильм
| Год  | Выбор поклонников | Выбор редакции |
| ---- | ----------------- | -------------- |
| 2012 | Аксель Браун      | Уилл Райдер    |
| 2013 | Аксель Браун      | Уилл Райдер    |
| 2014 | Аксель Браун      | Уилл Райдер    |
| 2015 | Аксель Браун      | Уилл Райдер    |
| 2016 | Аксель Браун      | Уилл Райдер    |
| 2017 | Аксель Браун      | Джоанна Энджел |

#### Лучший режиссёр — транссексуальный фильм
| Год  | Выбор поклонников | Выбор редакции |
| ---- | ----------------- | -------------- |
| 2018 | Дана Весполи      | Эйден Старр    |
| 2019 | Дана Весполи      | Рикки Гринвуд  |

#### Лучший новый режиссёр
| Год  | Выбор поклонников | Выбор редакции |
| ---- | ----------------- | -------------- |
| 2005 | Селесте           | Сторми Дэниэлс |
| 2006 | Томми Ганн        | Кимберли Кейн  |

### Лучший транссексуальный исполнитель
| Год  | Выбор поклонников | Выбор редакции |
| ---- | ----------------- | -------------- |
| 2012 | Тиффани Старр     | Миа Изабелла   |
| 2013 | Сарина Валентина  | Эми Дейли      |
| 2014 | Винус Лакс        | Джейн Мари     |
| 2015 | Джесси Дубай      | TS Foxxy       |
| 2016 | Изабелла Сорренти | Джесси Дубай   |
| 2017 | Джесси Дубай      | Обри Кейт      |
| 2018 | Обри Кейт         | Шанель Сантини |
| 2019 | Фокси             | Натали Марс    |
| 2020 | Натали Марс       | Натали Марс    |
| 2021 | Обри Кейт         | Обри Кейт      |
| 2022 | Обри Кейт         | Обри Кейт      |
| 2023 | Эмма Роуз         | Эмма Роуз      |
| 2024 | Бриттани Кейд     | Бриттани Кейд  |

### Студии

#### Лучшая производственная компания
| Год  | Выбор поклонников  | Выбор редакции               |
| ---- | ------------------ | ---------------------------- |
| 2000 | Wicked Pictures    | —                            |
| 2001 | Adam & Eve         | —                            |
| 2002 | Digital Playground | Wicked Pictures              |
| 2003 | Evil Angel         | Sin City                     |
| 2004 | Digital Playground | Private Media Group          |
| 2005 | Digital Playground | ClubJenna                    |
| 2006 | ClubJenna          | Zero Tolerance Entertainment |
| 2007 | Digital Playground | Wicked Pictures              |
| 2008 | Digital Playground | Hustler Video                |
| 2009 | Brazzers           | Wicked Pictures              |
| 2010 | Digital Playground | Hustler Video                |
| 2011 | Digital Playground | Wicked Pictures              |
| 2012 | Brazzers           | Girlfriends Films            |
| 2013 | Wicked Pictures    | Naughty America              |
| 2014 | Wicked Pictures    | Vivid Entertainment          |
| 2015 | Evil Angel         | Wicked Pictures              |
| 2016 | Blacked            | Girlfriends Films            |
| 2018 | Blacked            | Adam & Eve                   |
| 2019 | Tushy              | Wicked Pictures              |
| 2020 | Vixen Media Group  | Vixen Media Group            |
| 2021 | Mile High Media    | Mile High Media              |
| 2022 | Brazzers           | Brazzers                     |
| 2023 | Adult Time         | Adult Time                   |

#### Лучшая новая производственная компания
| Год  | Выбор поклонников            | Выбор редакции    |
| ---- | ---------------------------- | ----------------- |
| 2004 | Zero Tolerance Entertainment | Nectar            |
| 2005 | Gina Lynn Productions        | Acid Rain         |
| 2006 | Vouyer Media                 | Black Ice Limited |

#### Вебкам-компания года
| Год  | Выбор поклонников | Выбор редакции |
| ---- | ----------------- | -------------- |
| 2017 | Chaturbate        | MyFreeCams.com |
| 2018 | Pornhub           | CamSoda        |
| 2019 | Freeones          | Pornhub        |

### Фильмы

#### Лучший лесбийский фильм
| Год  | Выбор поклонников                                    | Выбор редакции                                       |
| ---- | ---------------------------------------------------- | ---------------------------------------------------- |
| 2007 | The Predator — Wicked Pictures                       | No Man’s Land — No Man’s Land Productions/Metro      |
| 2008 | Bree & Kayden — Adam & Eve                           | Women Seeking Women 40 — Girlfriends Films           |
| 2009 | Sun Goddess: Malibu — skinworXXX/Adam & Eve          | The Violation of Kylie Ireland — JM Productions      |
| 2010 | Bree & Teagan — Adam & Eve                           | Lil’ Gaping Lesbians — Evil Angel                    |
| 2011 | Mother-Daughter Exchange Club 19 — Girlfriends Films | Cherry — JewelBox/Digital Playground                 |
| 2012 | Please Make Me Lesbian! 7 — Girlfriends Films        | Girls Love Girls 4 — Джонни Даркко/Evil Angel        |
| 2013 | Mother Superior — Girl Candy Films                   | Slumber Party Cupcake Sluts — Reign Productions      |
| 2014 | Women Seeking Women 100 — Girlfriends Films          | Alexis & Asa — Adam & Eve                            |
| 2015 | Women Seeking Women 113 — Girlfriends Films          | Girls Kissing Girls 15 — Sweetheart Video            |
| 2016 | Annika and Carter — Adam & Eve                       | Women Seeking Women 124 — Girlfriends Films          |
| 2017 | Riley & Abella — Adam & Eve                          | Angela Loves Women 2 — AWP                           |
| 2018 | Mother-Daughter Exchange Club 51 — Girlfriends Films | Becoming Elsa — Sweetheart Video                     |
| 2019 | Fantasy Factory: Wastelands — Girlsway               | Women Seeking Women 164 — Girlfriends Films          |
| 2020 | Teenage Lesbian — Adult Time                         | Teenage Lesbian — Adult Time                         |
| 2021 | Student Teacher Relations — Sweetheart Video         | Student Teacher Relations — Sweetheart Video         |
| 2022 | Mother-Daughter Exchange Club 61 — Girlfriends Films | Mother-Daughter Exchange Club 61 — Girlfriends Films |
| 2023 | Kenzie Loves Girls — Wicked Pictures                 | Kenzie Loves Girls — Wicked Pictures                 |
| 2024 | Bad Lesbian 19 — Girlfriends Films                   | Bad Lesbian 19 — Girlfriends Films                   |

#### Лучший только секс/гонзо-фильм
| Год  | Выбор поклонников                                        | Выбор редакции                                   |
| ---- | -------------------------------------------------------- | ------------------------------------------------ |
| 2004 | Assplotiations — Mayhem Films                            | Evil Pink — Evil Angel                           |
| 2005 | Jack’s Playground — Digital Playground                   | Anal Expedition — Red Light District Video       |
| 2006 | Jenna Haze Darkside — Jules Jordan Video                 | Vault of Whores — Evil Angel                     |
| 2007 | Chanel Illustrated — ClubJenna/Vivid Entertainment/Pulse | Busty Hookers — The Score Group/Pure Play Media  |
| 2008 | Big Wet Asses 13 — Elegant Angel                         | E for Eva — Джонни Даркко/Evil Angel             |
| 2009 | Nurses — Digital Playground                              | Alexis Texas Is Buttwoman — Elegant Angel        |
| 2010 | Deviance — Skinworxxx/Adam & Eve                         | Horny Heartbreakers — Wicked Pictures            |
| 2011 | Big Wet Asses 18 — Elegant Angel                         | Cheerleaders Academy 2 — Adam & Eve              |
| 2012 | Asa Akira Is Insatiable 2 — Elegant Angel                | Asses for the Masses — Assence/Exile             |
| 2013 | D3viance — Adam & Eve                                    | Meet Bonnie — Digital Sin                        |
| 2014 | Riley Goes Gonzo — Axel Braun Productions                | Tattooed Goddesses — Jules Jordan Video          |
| 2015 | MILF Soup 39 — Bang Bros                                 | MILF Performers of the Year 2015 — Elegant Angel |
| 2016 | Kayden Kross’ Casting Couch 3 — Airerose Entertainment   | Daddy Knows Best — Blazed Studios                |
| 2017 | Natural Beauties — Vixen.com                             | Hot Wife Cream Pie — Zero Tolerance              |
| 2018 | DP Me 6 — Hard X                                         | MyAss 4 — ArchAngel                              |
| 2019 | Gang Bang Me 4 — Hard X                                  | Swallowed.com 26 — True Anal                     |
| 2020 | Angela White: Dark Side — Jules Jordan Video             | Angela White: Dark Side — Jules Jordan Video     |
| 2021 | Axel Braun’s Down 2 Fuck — Wicked Pictures               | Axel Braun’s Down 2 Fuck — Wicked Pictures       |
| 2022 | Jada Loves Gonzo — Jules Jordan Video                    | Jada Loves Gonzo — Jules Jordan Video            |
| 2023 | Blacked Raw V56 — Blacked Raw                            | Blacked Raw V56 — Blacked Raw                    |
| 2024 | Blacked Raw V79 — Blacked Raw                            | Blacked Raw V79 — Blacked Raw                    |

#### Лучший анальный фильм
| Год  | Выбор поклонников                          | Выбор редакции                     |
| ---- | ------------------------------------------ | ---------------------------------- |
| 2006 | Ass Worship 8 — Jules Jordan Video         | Ass Hunt — Сеймор Баттс            |
| 2007 | Rump Riders — Сеймор Баттс/Pure Play Media | Assploitations — Mayhem            |
| 2019 | Anal Beauty 11 — Tushy                     | Slippery When Wet 4 — Brazzers     |
| 2020 | Tushy Raw V12 — Tushy Raw                  | Tushy Raw V12 — Tushy Raw          |
| 2021 | Tushy Raw V19 — Tushy Raw                  | Tushy Raw V19 — Tushy Raw          |
| 2023 | Vicki Chase Ninfomana — Evil Angel         | Vicki Chase Ninfomana — Evil Angel |
| 2024 | Awesome Anal Movie — Evil Angel            | Awesome Anal Movie — Evil Angel    |

#### Лучший BBW-фильм
| Год  | Выбор поклонников                                                | Выбор редакции                                       |
| ---- | ---------------------------------------------------------------- | ---------------------------------------------------- |
| 2013 | Kelly Shibari Is Overloaded — Kelly Shibari Entertainment        | Big Girls Are Sexy 3 — New Sensations                |
| 2014 | Big Girls Are Sexy 4 — New Sensations                            | Home Alone Chubbies — Sensational Video              |
| 2015 | Jessica Drake’s Guide to Wicked Sex: Plus Size — Wicked Pictures | Sara Jay Likes Her Girls BBW — Wyde Syde Productions |

#### Лучший фильм-сборник
| Год  | Выбор поклонников                     | Выбор редакции                             |
| ---- | ------------------------------------- | ------------------------------------------ |
| 2011 | 25 Sexiest Asses Ever — Elegant Angel | Adam & Eve’s 40th Anniversary — Adam & Eve |

#### Лучший «хищница»/MILF-фильм
| Год  | Выбор поклонников                                  | Выбор редакции                           |
| ---- | -------------------------------------------------- | ---------------------------------------- |
| 2011 | My Friend’s Hot Mom 23 — Naughty America           | Mommy Got Boobs 10 — Brazzers            |
| 2012 | My Friend’s Hot Mom 30 — Naughty America/Pure Play | Mothers & Daughters — Digital Playground |
| 2013 | Pure MILFs 3 — Ogee Studios                        | Cougars vs Kittens — Wicked Pictures     |
| 2014 | MILFs Like it Big — Brazzers                       | My Friend’s Hot Mom 42 — Naughty America |
| 2022 | My First Sex Teacher — Naughty America             | My First Sex Teacher — Naughty America   |
| 2023 | Anal Craving MILF’s 9 — Evil Angel                 | Anal Craving MILF’s 9 — Evil Angel       |
| 2024 | MILF Attack 3 — Milfed.com                         | MILF Attack 3 — Milfed.com               |

#### Лучшее DVD
| Год  | Выбор поклонников         | Выбор редакции             |
| ---- | ------------------------- | -------------------------- |
| 2003 | Rush — Digital Playground | Hercules — Wicked Pictures |

#### Лучший полнометражный фильм
| Год  | Выбор поклонников                                                         | Выбор редакции                                             |
| ---- | ------------------------------------------------------------------------- | ---------------------------------------------------------- |
| 1995 | Sex 2 — VCA Pictures                                                      | —                                                          |
| 1996 | Shock — VCA Pictures                                                      | —                                                          |
| 1997 | Satyr — Wicked Pictures                                                   | —                                                          |
| 1998 | Zazel — CalVista                                                          | Anna Malle’s Wildlife — Midnight Video                     |
| 1999 | Tampa Tushy — Сеймор Баттс                                                | Double Feature — Wicked Pictures                           |
| 2000 | DreamQuest — Wicked Pictures                                              | Sex Island — Adam & Eve                                    |
| 2001 | Vengeance — Wicked Pictures                                               | The Fiesta — Adam & Eve                                    |
| 2002 | Devon Stripped — Digital Playground                                       | Serenity’s Roman Orgy — Wicked Pictures                    |
| 2003 | Jenna Loves Kobe — Vivid Entertainment                                    | Riptide — Sin City                                         |
| 2004 | Bella Loves Jenna — ClubJenna                                             | Rawhide — Adam & Eve                                       |
| 2005 | The Masseuse — ClubJenna/Vivid Entertainment                              | Contract Star — Digital Playground                         |
| 2006 | Pirates — Digital Playground/Adam & Eve                                   | Dark Angels 2 — New Sensations                             |
| 2007 | Corruption — SexZ Pictures                                                | The New Neighbors — Sllab                                  |
| 2008 | Upload — SexZ Pictures                                                    | Cheerleaders — Digital Playground                          |
| 2009 | Pirates II: Stagnetti’s Revenge — Digital Playground                      | Fallen — Wicked Pictures                                   |
| 2010 | Teachers — Digital Playground                                             | Pornstar Superheros — Elegant Angel                        |
| 2011 | Top Guns — Digital Playground                                             | Justice League of Porn Star Heroes — Extreme Comixxx       |
| 2012 | Fighters — Digital Playground                                             | Portrait of a Call Girl — Elegant Angel                    |
| 2013 | Code of Honor — Digital Playground                                        | Wasteland — Elegant Angel                                  |
| 2014 | New Behind the Green Door — Vivid Entertainment                           | Hot Chicks Big Fangs — Digital Playground                  |
| 2015 | Second Chances — New Sensations                                           | Holly Would — Wicked Pictures                              |
| 2016 | Love, Sex, & TV News — Adam & Eve                                         | Wanted — Wicked Pictures                                   |
| 2017 | The Preacher’s Daughter — Wicked Pictures                                 | The Proposal — New Sensations                              |
| 2018 | The Psychiatrist — Pure Taboo                                             | CamGirl — Wicked Pictures                                  |
| 2019 | Confessions of a Sinful Nun 2: The Rise of Sister Mona — Sweetheart Video | The Seduction of Heidi — Adam & Eve                        |
| 2020 | Captain Marvel XXX: An Axel Braun Parody — Wicked Pictures                | Captain Marvel XXX: An Axel Braun Parody — Wicked Pictures |
| 2021 | Muse — Deeper                                                             | Muse — Deeper                                              |
| 2022 | Black Widow XXX: An Axel Braun Parody — Wicked Comix                      | Black Widow XXX: An Axel Braun Parody — Wicked Comix       |
| 2023 | SpideyPool XXX: An Axel Braun Parody — Wicked Pictures                    | SpideyPool XXX: An Axel Braun Parody — Wicked Pictures     |
| 2024 | Feed Me — Adult Time                                                      | Feed Me — Adult Time                                       |

#### Лучший фильм-шоу со звездой
| Год  | Выбор поклонников                                        | Выбор редакции                                        |
| ---- | -------------------------------------------------------- | ----------------------------------------------------- |
| 2017 | Lana — Tushy                                             | Riley Reid Overexposed — Adam & Eve                   |
| 2018 | The Ultimate Fuck Toy: Jill Kassidy — Jules Jordan Video | Tori Black is Back — Lesbian X                        |
| 2019 | Ultimate Fuck Toy: Lana Rhoades — Jules Jordan Video     | Ariana Marie: A Little Bit Harder — Evil Angel        |
| 2022 | Ultimate Fuck Toy: Gabbie Carter — Jules Jordan Video    | Ultimate Fuck Toy: Gabbie Carter — Jules Jordan Video |

#### Лучший выпуск с короткометражными фильмами
| Год  | Лауреат                              |
| ---- | ------------------------------------ |
| 2020 | Sex Addicts Anonymous — Pure Taboo   |
| 2021 | Threesome Fantasies 8 — Vixen        |
| 2022 | Muse 2 — Deeper                      |
| 2023 | Big Tits Round Asses 66 — Bang Bros  |
| 2024 | Porn Stars Like It Big 33 — Brazzers |

#### Лучший фетиш/специализированный фильм
| Год  | Выбор поклонников                                  | Выбор редакции                                   |
| ---- | -------------------------------------------------- | ------------------------------------------------ |
| 2014 | Bonnie Rotten Is Squirtwoman — Elegant Angel       | Ass Hats — LeWood Productions/Evil Angel         |
| 2015 | Liquid Lesbians — Evil Angel                       | Fetish Fantasies — Erotica X                     |
| 2016 | Father Daughter Seductions 2 — Desperate Pleasures | Fifty Shades of Sara Jay — Wyde Syde Productions |
| 2017 | Hot Wife Blindfolded 3 — New Sensations            | School Girl Bound — Digital Sin                  |
| 2018 | Hardcore Gangbang Parodies 3 — Kink.com            | Forbidden Sex 2 — New Sensations                 |
| 2019 | Axel Braun’s Nylon 2 — Wicked Pictures             | Watching My Hot Wife 6 — New Sensations          |
| 2020 | Please Fuck My Wife — New Sensations               | Please Fuck My Wife — New Sensations             |
| 2021 | It’s A Mommy Thing 11 — Elegant Angel              | It’s A Mommy Thing 11 — Elegant Angel            |
| 2022 | Anal — Deeper                                      | Anal — Deeper                                    |

#### Лучший семейно-ролевой фильм
| Год  | Выбор поклонников                          | Выбор редакции                      |
| ---- | ------------------------------------------ | ----------------------------------- |
| 2017 | My Daughter’s Hot Friend — Naughty America | It’s a Sister Thing — Elegant Angel |
| 2022 | Filthy Moms 8 — Brazzers                   | Filthy Moms 8 — Brazzers            |

#### Лучший межрасовый/этнический фильм
| Год  | Выбор поклонников                | Выбор редакции              |
| ---- | -------------------------------- | --------------------------- |
| 2017 | Kendra’s Obsession — Blacked.com | Latin Asses 3 — Hard X      |
| 2018 | Black & White 12 — Blacked       | Interracial Anal 4 — Dark X |
| 2019 | Blacked Raw V15 — Blacked        | Black & Latina — Dark X     |

#### Лучшая пародия (комедия)
| Год  | Выбор поклонников                                               | Выбор редакции                                        |
| ---- | --------------------------------------------------------------- | ----------------------------------------------------- |
| 2007 | Pulp Friction — Adam & Eve                                      | The Da Vinci Load 2 — Hustler Video                   |
| 2008 | Operation Desert Stormy — Wicked Pictures                       | Not the Bradys XXX — X-Play/Hustler Video             |
| 2009 | The Office: A XXX Parody — New Sensations                       | Not The Cosbys XXX — Hustler Video                    |
| 2010 | Batman XXX: A Porn Parody — Vivid Entertainment                 | Big Bang Theory: A XXX Parody — New Sensations        |
| 2011 | Superman XXX: A Porn Parody — Vivid Entertainment               | Rocki Whore Picture Show — Wicked Pictures            |
| 2012 | Star Wars XXX: A Porn Parody — Аксель Браун/Vivid Entertainment | Beverly Hillbillies: A XXX Parody — X-Play/Adam & Eve |
| 2013 | The Karate Kid XXX — DreamZone Entertainment                    | Not Animal House XXX — Adam & Eve                     |
| 2014 | This Ain’t Star Trek XXX 3 — Hustler Video                      | The Little Spermaid XXX — DreamZone Entertainment     |

#### Лучшая пародия (драма)
| Год  | Выбор поклонников                                              | Выбор редакции                                                     |
| ---- | -------------------------------------------------------------- | ------------------------------------------------------------------ |
| 2012 | Rocky XXX: A Parody Thriller! — X-Play/Adam & Eve              | Zorro XXX: A Pleasure Dynasty Parody — Jama/Pleasure Dynasty/Exile |
| 2013 | This Ain’t Avatar 2 XXX: Escape from Pandwhora — Hustler Video | Breaking Bad XXX: A Sweet Mess Films Parody — Exquisite Films      |
| 2014 | Snow White XXX: An Axel Braun Parody — Wicked Pictures         | Rambone XXX — DreamZone Entertainment                              |

#### Лучший пародийный фильм
| Год  | Выбор поклонников                                          | Выбор редакции                                        |
| ---- | ---------------------------------------------------------- | ----------------------------------------------------- |
| 2015 | Barbarella XXX: An Axel Braun Parody — Vivid Entertainment | Sisters of Anarchy — Digital Playground               |
| 2016 | Peter Pan XXX: An Axel Braun Parody — Wicked Pictures      | Beauty and the Beast XXX — Exquisite Pleasures        |
| 2017 | Suicide Squad XXX: An Axel Braun Parody — Wicked Comix     | Star Wars Underworld: XXX Parody — Digital Playground |
| 2018 | Justice League XXX — Axel Braun Productions                | Queen of Thrones — Brazzers                           |
| 2019 | Deadpool XXX: An Axel Braun Parody — Wicked Pictures       | Anne: A Taboo Parody — Pure Taboo                     |

#### Лучшая пародия (супергеройский фильм)
| Год  | Выбор поклонников                                               | Выбор редакции                                                 |
| ---- | --------------------------------------------------------------- | -------------------------------------------------------------- |
| 2012 | The Avengers XXX: A Porn Parody — VividXXXSuperheroes           | Tomb Raider XXX: An Exquisite Films Parody — Paradox/Exquisite |
| 2013 | The Dark Knight XXX — Vivid Entertainment                       | Superman vs Spiderman XXX — Vivid Entertainment                |
| 2014 | Captain America XXX: An Axel Braun Parody — Vivid Entertainment | Spider-Man XXX 2: An Axel Braun Parody — Vivid Entertainment   |

#### Лучший транссексуальный фильм
| Год  | Выбор поклонников                               | Выбор редакции                                  |
| ---- | ----------------------------------------------- | ----------------------------------------------- |
| 2012 | America’s Next Top Tranny 15 — Devil’s Film     | Rogue Adventures 37 — Джои Силвера/Evil Angel   |
| 2013 | Forbidden Lovers — Trans-Romantic Films         | American She-Male 2 — Evil Angel                |
| 2014 | America’s Next Top Tranny 19 — Goodfellas       | TS, I Love You — Дана Весполи/Evil Angel        |
| 2015 | Transsexual Babysitters 27 — Devil’s Film       | American Tranny 4 — Reality Junkies             |
| 2016 | Transsexual Babysitters 28 — Devil’s Film       | Aubrey Kate’s TS Fantasies — Transsensual       |
| 2018 | TS Factor 10 — Evil Angel                       | Trans Massage — Gender X                        |
| 2019 | Chanel Santini: TS Superstar — Evil Angel       | Transgendered Bosses — Gender X                 |
| 2021 | Daisy Taylor: TS Superstar — Grooby Productions | Daisy Taylor: TS Superstar — Grooby Productions |
| 2022 | Exclusive Angel Emma Rose — TransAngels         | Exclusive Angel Emma Rose — TransAngels         |
| 2023 | Girls Will Be Girls — Brazzers                  | Girls Will Be Girls — Brazzers                  |
| 2024 | Movie Night — Adult Time                        | Movie Night — Adult Time                        |

#### Лучшая обложка видео
| Год  | Выбор поклонников      | Выбор редакции           |
| ---- | ---------------------- | ------------------------ |
| 2010 | 2040 — Wicked Pictures | The 8th Day — Adam & Eve |

### Сериалы

#### Лучший сериал
| Год  | Выбор поклонников                           | Выбор редакции                             |
| ---- | ------------------------------------------- | ------------------------------------------ |
| 2003 | Barely Legal — Hustler Video                | No Man’s Land — Video Team                 |
| 2004 | Dream Girls Adventures — Dream Girls        | Jack’s Playground — Digital Playground     |
| 2005 | Jack’s Playground — Digital Playground      | Anal Expedition — Red Light District Video |
| 2006 | Where The Boys Aren’t — Vivid Entertainment | Barely Legal — Hustler Video               |
| 2007 | Island Fever — Digital Playground           | College Invasion — Shane’s World           |
| 2008 | Jack’s Playground — Digital Playground      | Couples Seduce Teens — Pink Visual         |
| 2009 | Jack’s Playground — Digital Playground      | Big Wet Asses — Elegant Angel              |
| 2010 | Bang Bus — Bang Bros                        | My Friend’s Hot Mom — Naughty America      |
| 2013 | RAW — Evil Angel                            | Women Seeking Women — Girlfriends Films    |
| 2014 | RAW — Evil Angel                            | Performers of the Year — Elegant Angel     |
| 2015 | Tonight’s Girlfriend — Naughty America      | Pure — Airerose Entertainment              |
| 2016 | My Sister’s Hot Friends — Naughty America   | Performers of the Year — Elegant Angel     |
| 2017 | Women Seeking Women — Girlfriends Films     | Tonight’s Girlfriend — Naughty America     |

#### Лучший межрасовый/этнический сериал
| Год  | Выбор поклонников       | Выбор редакции                   |
| ---- | ----------------------- | -------------------------------- |
| 2004 | Asian Fever             | Whoriental Sex Academy           |
| 2016 | Black & White — Blacked | Black Owned — Jules Jordan Video |

### Сайты

#### Лучший порносайт
| Год  | Выбор поклонников | Выбор редакции |
| ---- | ----------------- | -------------- |
| 2003 | ClubJenna.com     | MikeSouth.com  |
| 2004 | ClubJenna.com     | DPTonight.com  |
| 2009 | Freeones.com      | Twistys.com    |
| 2012 | BangBros.com      | VNAGirls.com   |

#### Лучший личный веб-сайт
| Год  | Выбор поклонников | Выбор редакции     |
| ---- | ----------------- | ------------------ |
| 2012 | TheLisaAnn.com    | JoannaAngel.com    |
| 2017 | AnnaBellPeaks.xxx | LaurenPhillips.com |

### Награда за тройную роль
| Год  | Лауреат         |
| ---- | --------------- |
| 2006 | Сторми Дэниэлс  |
| 2007 | Кайли Айрлэнд   |
| 2008 | Белладонна      |
| 2009 | Джина Линн      |
| 2010 | Джессика Дрейк  |
| 2011 | Маркус Лондон   |
| 2012 | Джоанна Энджел  |
| 2013 | Сеймор Баттс    |
| 2014 | Келли Сибари    |
| 2015 | Джеймс Бартолет |
| 2016 | Бонни Роттен    |
| 2017 | Таня Тейт       |
| 2018 | Сара Джей       |
| 2019 | Майлз Лонг      |
| 2023 | Лорен Филлипс   |

### Награда за прижизненное достижение
| Год  | Лауреат          |
| ---- | ---------------- |
| 1997 | Рон Джереми      |
| 1998 | Рэнди Уэст       |
| 1999 | Питер Норт       |
| 2000 | Сеймор Баттс     |
| 2001 | Ларри Флинт      |
| 2001 | Джимми Флинт     |
| 2002 | Джинджер Линн    |
| 2002 | Пол Фишбейн      |
| 2003 | Деннис Хоф       |
| 2005 | Сьюз Рэндолл     |
| 2006 | Рэнди Спирс      |
| 2007 | Деннис Хоф       |
| 2008 | Стив Оренштейн   |
| 2009 | Уилл Райдер      |
| 2010 | Кузин Стиви      |
| 2011 | Джеймс Бартолет  |
| 2012 | Аксель Браун     |
| 2013 | Стивен Сент-Круа |
| 2014 | Тони Бэтмен      |
| 2015 | Дэн О’Коннелл    |
| 2016 | Эван Стоун       |
| 2017 | Грег Лански      |
| 2018 | Кей Брандт       |
| 2019 | Джонатан Морган  |
| 2022 | Майлз Лонг       |
| 2023 | Майкл Марк       |
| 2024 | Конор Кокс       |

### Награды за первый выбор
| Год  | Фильм                                       | Компания                                                     |
| ---- | ------------------------------------------- | ------------------------------------------------------------ |
| 2005 | Pirates                                     | Digital Playground/Adam & Eve                                |
| 2005 | Catherine                                   | Ninn Worx                                                    |
| 2006 | Tailgunners                                 | Adam & Eve                                                   |
| 2006 | Fashionistas Safado: The Challenge          | Evil Angel                                                   |
| 2007 | Operation: Desert Stormy                    | Wicked Pictures                                              |
| 2007 | Not the Bradys XXX                          | X-Play/Hustler Video                                         |
| 2008 | Pirates II: Stagnetti’s Revenge             | Digital Playground                                           |
| 2008 | This Ain’t the Munsters XXX                 | Hustler Video                                                |
| 2009 | 2040                                        | Wicked Pictures                                              |
| 2009 | The 8th Day                                 | Adam & Eve                                                   |
| 2010 | Body Heat                                   | Digital Playground                                           |
| 2010 | Speed                                       | Wicked Pictures                                              |
| 2010 | This Ain’t Avatar XXX 3D                    | Hustler Video                                                |
| 2011 | Spider-Man XXX: A Porn Parody               | Vivid Entertainment                                          |
| 2011 | Rocky XXX: A Parody Thriller                | X-Play/Adam & Eve                                            |
| 2011 | Spartacus XXX: The Beginning                | Miko Lee Productions/London-Gunn Productions/Wicked Pictures |
| 2012 | Men in Black: A Hardcore Parody             | Wicked Pictures                                              |
| 2012 | D3viance                                    | Rockstar/skinworXXX/Adam & Eve                               |
| 2012 | Not Animal House XXX                        | X-Play/Adam & Eve                                            |
| 2012 | The Dark Knight XXX: A Porn Parody          | VividXXXSuperheroes                                          |
| 2013 | Not the Wizard of Oz XXX                    | X-Play                                                       |
| 2013 | Wanderlust                                  | Wicked Pictures                                              |
| 2013 | The New Behind the Green Door               | Vivid Entertainment                                          |
| 2014 | Sleeping Beauty XXX: An Axel Braun Parody   | Wicked Pictures                                              |
| 2014 | Not Jersey Boys XXX: A Porn Musical         | X-Play Video                                                 |
| 2014 | Wetwork                                     | Vivid Entertainment                                          |
| 2015 | Peter Pan XXX: An Axel Braun Parody         | Wicked Fairy Tales/Wicked Pictures                           |
| 2015 | Sleeping with Danger                        | DreamZone Entertainment                                      |
| 2015 | Wanted                                      | Wicked Pictures/Adam & Eve                                   |
| 2016 | Babysitting the Baumgartners                | Adam & Eve                                                   |
| 2016 | Suicide Squad XXX: An Axel Braun Parody     | Wicked Comix                                                 |
| 2016 | Not Traci Lords XXX: ’80s Superstars Reborn | X-Play/Pulse                                                 |
| 2017 | Bad Babes, Inc.                             | Adam & Eve                                                   |
| 2017 | Justice League XXX                          | Axel Braun Productions                                       |
| 2017 | Unbridled                                   | Wicked Pictures                                              |
| 2017 | The Submission of Emma Marx: Evolved        | New Sensations                                               |
| 2018 | The Cursed XXX                              | Adam & Eve                                                   |
| 2018 | Unleashed                                   | Adam & Eve                                                   |
| 2018 | The Possession of Mrs. Hyde                 | Axel Braun Productions/Wicked Pictures                       |
| 2019 | Love Emergency                              | Adam & Eve                                                   |
| 2019 | Captain Marvel XXX: Axel Braun Parody       | Wicked Comix                                                 |
| 2019 | What We Do For Money                        | Sweet Sinner                                                 |
| 2021 | Love, Sex & Lawyers                         | Adam & Eve                                                   |
| 2021 | Black Widow XXX: An Axel Braun Parody       | Wicked Comix                                                 |
| 2022 | Dark Is the Night                           | Wicked Noir                                                  |
| 2022 | Love, Sex & Fashion                         | Adam & Eve                                                   |
| 2023 | Redemption                                  | Adam & Eve                                                   |

### Зал славы NightMoves
| Год  | Лауреат         |
| ---- | --------------- |
| 2007 | Алиша Класс     |
| 2007 | Анна Малле      |
| 2007 | Хлоя            |
| 2007 | Джина Линн      |
| 2007 | Джинджер Линн   |
| 2007 | Дженна Джеймсон |
| 2007 | Джуэл Де’Найл   |
| 2007 | Джилл Келли     |
| 2007 | Рэнди Уэст      |
| 2007 | Рон Джереми     |
| 2007 | Шон Майклс      |
| 2007 | Серенити        |
| 2007 | Сеймор Баттс    |
| 2007 | Сторми Дэниэлс  |
| 2007 | Тера Патрик     |
| 2008 | Белладонна      |
| 2008 | Кармен Лувана   |
| 2008 | Джесси Джейн    |
| 2009 | Джессика Дрейк  |
| 2009 | Кайли Айрлэнд   |
| 2009 | Томми Ганн      |
| 2010 | Деннис Хоф      |
| 2011 | Ребекка Барду   |
| 2011 | Эрика Маклин    |
| 2012 | Вики Ветте      |
| 2012 | Тони Бэтмен     |

| Год  | Лауреат                 |
| ---- | ----------------------- |
| 2013 | Барретт Блэйд           |
| 2013 | Джоанна Энджел          |
| 2014 | Аксель Браун            |
| 2014 | Санни Лэйн              |
| 2015 | Мисти Стоун             |
| 2015 | Джулия Энн              |
| 2015 | Prinzzess Felicity Jade |
| 2016 | Уилл Райдер             |
| 2016 | Джиа Нова               |
| 2017 | Никки Делано            |
| 2017 | Джеймс Бартолет         |
| 2018 | Адриана Чечик           |
| 2018 | Кэти Сутра              |
| 2019 | Джиллиан Джансон        |
| 2019 | Флинт Доминик           |
| 2020 | Лорен Филлипс           |
| 2021 | Майлз Лонг              |
| 2022 | Рэйчел Старр            |
| 2022 | Джанин Джерико          |
| 2023 | «Грязный» Боб Кроттс    |
| 2023 | Дерек Хэй               |
| 2023 | Шелби Долл              |